# Masicera cubensis
Masicera cubensis là một loài ruồi trong họ Tachinidae.